# Ligne de tramway Dour - Élouges
La ligne Dour - Élouges est une ancienne ligne de tramway du Groupe de Mons-Borinage du groupe du Hainaut de la Société nationale des chemins de fer vicinaux (SNCV) qui a fonctionné entre le 15 octobre 1950 et le 31 août 1951.

## Histoire
La ligne est mise en service le 15 octobre 1950 en traction électrique comme service de navette entre Dour Trichères et la place d'Élouges en empruntant pour ce faire une nouvelle section entre l'évitement de Dour Belvédère et la place d'Élouges.
Elle est supprimée le 31 août 1951, son parcours est repris comme prolongement de la ligne 6.

### Monographies
- R Dieudonné, Groupe du Hainaut : Le réseau de Mons - Borinage, Bruxelles, AMUTRA, 227 p.